# WTA Argentine Open 1978
Il WTA Argentine Open 1978 è stato un torneo femminile di tennis giocato sulla terra rossa. È stata la 4ª edizione del torneo, che fa parte del WTA Tour 1978. Si è giocato a Buenos Aires in Argentina, dal 23 ottobre al 5 novembre 1978.

## Campionesse

### Singolare
Caroline Stoll ha battuto in finale  Emilse Raponi con il punteggio di 6–3, 6–2

### Doppio
Françoise Dürr /  Valerie Ziegenfuss hanno battuto in finale  Laura duPont /  Regina Maršíková con il punteggio di 1–6, 6–4, 6–3